# Afferden (Limbourg néerlandais)
Pour les articles homonymes, voir Afferden.
Afferden est un village situé dans la commune néerlandaise de Bergen, dans la province du Limbourg. En 2021, le village comptait 2 125 habitants en 2021.
Ce village-église est situé sur la Meuse à 26 kilomètres au sud de Nimègue à vol d’oiseau et à 12 kilomètres au nord de Venray. 

## Histoire
À la fin du XIIIe ou au début du XIVe siècle, le château d’Afferden a été construit. Initialement, il s’agissait d’une ferme à douves qui a été remplacée par un château à part entière au début du XVe siècle.
Afferden appartenait à l’Overkwartier de Gueldre ou à la Haute-Gueldre espagnole. Pendant la guerre de Succession d’Espagne, il a été occupé par les troupes prussiennes et est donc resté allemand dans le cadre de la Haute-Gueldre prussienne pendant environ un siècle (jusqu’en 1814).